# المجاذير (الحد)

تعديل مصدري - تعديل

المجاذير هي إحدى قرى عزلة الحد بمديرية الحد التابعة لمحافظة لحج، بلغ تعداد سكانها 286 نسمة حسب تعداد اليمن لعام 2004.